# Sam (Sam and Friends)
Sam was een handpop en het hoofdpersonage van Jim Hensons eerste Muppet-serie Sam and Friends (1955). Hij was de enige niet-abstracte menselijke pop in dit programma. Sam sprak nooit, maar playbackte op muziek die ten tijde van het programma populair was. Hij was een van Hensons eerste poppen, en een van de laatste die hij maakte van papier-maché. 
In de enige bewaard gebleven aflevering van Sam and Friends waarin hij voorkwam, playbackte Sam samen met Kermit, die destijds nog geen kikker was, op "Old Black Magic" van Louis Prima en Keely Smith.
Sam was een van de weinige poppen met een hoofd van onbeweeglijk materiaal, en dus met een vaste gezichtsuitdrukking. De meeste andere personages hadden flexibele gelaatstrekken en waren daardoor volgens Henson beter bruikbaar voor televisie, aangezien de kijker er bij dit medium "bovenop" zit.
Sam speelde na 25 jaar van de buis te zijn geweest mee in de televisiespecial The Muppets: A Celebration of 30 Years, tezamen met Sam and Friends-personages Yorick en Harry the Hipster. 